# ドン・スリート
ドン・スリート（Donald Clayborn "Don" Sleet、1938年11月27日 – 1986年12月31日）は、アメリカ合衆国出身のジャズ・トランペット奏者。ダウン・ビート紙で「傑出している (outstanding)」と評されたミュージシャンだったが、薬物乱用のためそのキャリアは短く、生涯で残したリーダー作はアルバム1枚のみだった。

## 生涯とキャリア

### 幼少期
スリートは1938年11月27日、インディアナ州フォートウェインで生まれた。父親は学校で音楽の教師をしていた。10歳の時に家族でカリフォルニア州サンディエゴに移住。そこで4年間ピアノのレッスンを受けた後、トランペットを始めた。ハリウッドではバディ・チルダースに1年間師事した後、サンディエゴでダニエル・ルイスに師事し、サンディエゴ州立大学ジャズバンドの一員となった。さらに、ロサンゼルスでショーティー・ロジャースに師事し、テリー・ギブスのビッグバンドのメンバーとなった。また、クラシック音楽を学び、サンディエゴ交響楽団で3年間演奏した。
スリートは1950年代半ばに小さなジャズ・コンボを率い、1956年と1957年にハモサビーチのライトハウス・カフェで開催されたイースター・ウィーク・ジャズ・フェスティバルで優勝した。1959年、彼はレニー・マクブラウン・アンド・ザ・フォー・ソウルズに参加し、1960年初頭にアルバムを録音した。1960年の夏にはハワード・ラムゼイが率いるライトハウス・オール・スターズのメンバーとなった。1960年10月、スリートはフォー・ソウルズと共にニューヨークに渡り、オーネット・コールマン監修のもと、フォー・ソウルズの2枚目にして最後のアルバム『イースタン・ライツ(Eastern Lights)』のレコーディングを行った。

### 唯一のリーダー作
スリート唯一のリーダーとしてのセッションは1961年3月16日に行われた。オリン・キープニュース監修のもとニューヨークで録音されたこのアルバムは、ジミー・ヒース（テナー・サックス）、ウィントン・ケリー（ピアノ）、ロン・カーター（コントラバス）、ジミー・コブ（ドラムス）というミュージシャンも参加して、「All Members」の題名で発売された。このアルバムはリバーサイドの子会社であるジャズランド・レーベルからリリースされ、ダウン・ビート紙では「傑出している (outstanding)」と評された。

### 後年と死
アルバムのリリース後、スリートはドラッグを乱用するようになり、それが原因で演奏を辞めざるを得なくなった。1964年夏、シェリー・マンのアルバム「My Fair Lady with the Un-original Cast」に出演し、これが最後のセッションとなった。その後、シナノンの薬物リハビリプログラムに参加したが、その後の演奏活動は散発的なものにとどまった。1986年12月31日、3年間闘病していたリンパ腫のためハリウッドの自宅で亡くなった。

## スタイル
スリートは、チェット・ベイカー、マイルス・デイヴィス、ケニー・ドーハムなどに影響を受けた。彼はまた、その「滑らかな音色」からアート・ファーマーと比較されることもある。

## 家族
スリートは1970年代に結婚したが、子供はいなかった。弟のデヴィッドは1960年代にプロのドラマーとして活躍し、ルーディメンツを研究する協会「NARD (National Association of Rudimental Drummers)」に所属していた。

## ディスコグラフィ

### リーダー作
- 1961年: All Members (Jazzland)

### 伴奏として参加
レニー・マクブラウン・アンド・ザ・フォー・ソウルズ時代
- Lenny McBrowne and the 4 Souls (Pacific Jazz, 1960年)
- Eastern Lights (Riverside, 1960年)

シェリー・マンとの共演
- My Fair Lady with the Un-original Cast (Capitol, 1964年)

## 参照
1. 1 2  “All Members: Don Sleet”. Down Beat 28:  33. (1961).
2. ↑  “Don Sleet - Biography”. AllMusic.   Rovi. 2015年9月26日閲覧。
3. 1 2  “The Trumpet of Donald Clayborn Sleet”. JazzArcheology (2013年4月1日). 2015年9月26日閲覧。
4. ↑  “Don Sleet - Biography”. AllMusic.   Rovi. 2015年9月26日閲覧。
5. ↑  Mitchell, Tillie (1960). Lenny McBrowne and the Four Souls (liner notes). Los Angeles, CA: Pacific Jazz
6. ↑  “The Trumpet of Donald Clayborn Sleet”. JazzArcheology (2013年4月1日). 2015年9月26日閲覧。
7. ↑  Gioia, Ted (1998). West Coast Jazz: Modern Jazz in California, 1945-1960. New York, NY: Oxford University Press. p. 224
8. ↑  Albertson, Chris (1960). Eastern Lights (liner notes). New York, NY: Riverside
9. 1 2 3 4 5 6  “My Brother, Don Sleet”. JazzWax (2009年11月24日). 2015年9月26日閲覧。
10. ↑  “The Trumpet of Donald Clayborn Sleet”. JazzArcheology (2013年4月1日). 2015年9月26日閲覧。
11. ↑  “Obituaries”. Cadence 13:  93. (January 1987).
12. 1 2  “Don Sleet - Biography”. AllMusic.   Rovi. 2015年9月26日閲覧。
13. ↑  “All Members - Don Sleet”. AllMusic.   Rovi. 2015年9月26日閲覧。